# قانون وقف القرصنة على الإنترنت

وقف القرصنة على الإنترنت

قانون وقف القرصنة على الإنترنت (بالإنجليزية: Stop Online Piracy Act)‏ أو "SOPA" اختصارا. هو قانون تم اقتراحه في الكونغرس الأمريكي بتاريخ 26 أكتوبر لعام 2011 عن طريق النائب لامار سميث لمنع أعمال ونشاطات القرصنة على الإنترنت. يسعى القانون لإغلاق جميع مواقع الإنترنت (مثل مواقع التورنت أو مواقع التحميل والمشاركة) التي تنشر مواد محفوظة الحقوق أو مواد تساعد على القرصنة بشكل نهائي ولن يتمكن صاحب الموقع من استرجاعه وقد يصل الأمر إلى سجن صاحبه مدة أقصاها خمس سنوات في السجن. يهدف القانون لتوسيع قدرة إنفاذ قانون الولايات المتحدة لمكافحة الاتجار على الإنترنت في مجال الملكية الفكرية حقوق الطبع والنشر والسلع المقلدة. وتتضمن الأحكام أوامر المحكمة لمنع شبكات الدعاية وتسهيلات السداد من ممارسة الأعمال التجارية مع المواقع المخالفة، ومحركات البحث من ربط هذه المواقع، وأوامر المحكمة تقضي مزودي خدمات الإنترنت لمنع الوصول إلى المواقع. يمكن للقانون أن يوسع القوانين الجنائية القائمة لتشمل البث غير المصرح به لمحتوى محمي. وتم اقتراح عنوان مشروع قانون مماثل في مجلس الشيوخ الأميركي على قانون حماية الملكية الفكرية (PIPA).
أنصار القانون يقولون أنه سيحمي السوق الملكية الفكرية وصناعة المراسلة، وفرص العمل والدخل، وهو ضروري لتعزيز تطبيق قوانين حماية الملكية الفكرية، خصوصا ضد مواقع أجنبية. مدعيا وجود عيوب في القوانين الحالية التي لا تغطي المواقع الأجنبية التي تملكها وتشغلها، وذكر أمثلة عن «الترويج الفعال للمواقع المارقة» من قبل محركات البحث الأميركية، ويؤكد أنصار القانون أن هناك حاجة إلى أدوات إنفاذ أقوى.
يذكر المعارضون أن التشريع المقترح يهدد حرية التعبير والإبداع، ويمكن تطبيق القانون لمنع الوصول إلى مجالات إنترنت بكاملها بسبب محتوى مخالف نشر على مدونة واحدة أو صفحة ويب. وأثيرت مخاوف من أن سوبا لن تصل إلى «بر الأمان» في الحماية من المسؤولية المعطاة في الوقت الحاضر إلى مواقع على شبكة الإنترنت بموجب قانون الألفية للملكية الرقمية. وقد أعربت جمعيات المكتبات عن قلقها من أن تشديد التشريعات على إنفاذ أقوى لحق المؤلف من شأنه أن يعرض المكتبات للمسائلة القانونية. ويقول معارضون آخرون أن إلزام محركات البحث بحذف اسم نطاق يمكن أن يبدأ سباقا محموما في جميع أنحاء العالم لفرض رقابة غير مسبوقة على الإنترنت، فينتهك هذا التعديل الأول للدستور.
لقي القانون رفضا من كبرى شركات الشبكة مثل جوجل وموزيلا والفيس بوك وويكيبيديا ونينتيندو. في حين أيده شركات أخرى مثل سوني واديداس وكوكاكولا وفورد وغيرهم. الجدير ذكره أن ويكيبيديا قررت الاحتجاج بأول رد فعل رسمي فحجبت الصفحة الرئيسية كما قامت بتعطيل الدخول لفترة 24 ساعة بتاريخ 18 كانون الثاني 2012 تضامنا مع شركات أخرى في عالم الشبكة قد تتضرر من قرار وقف القرصنة على الشبكة، وقد رافقها في الحجب موقع ريديت مع 7,000 موقع صغير. هناك احتجاجات أخرى تضمنت كتابة العرائض، حييث جمع غوغل أكثر من سبعة ملايين توقيع، وقوطعت الشركات الداعمة للقرار، كما نظمت مسيرة في نيويورك.
ردا على الاحتجاجات، ذكرت رابطة صناعة التسجيلات الأمريكية (RIAA)، «أنه تطور خطير ومقلق عندما تقوم المنصات التي هي بمثابة مداخل إلى الحقائق بتحريف المعلومات عمدا للتحريض على مستخدميها وتسليحهم بالتضليل»، و«من الصعب جدا لمواجهة التضليل عندما يتملك الناشرون أيضا منصة». وقد تباطأت عدة مواقع لمنظمات مؤيدة لسوبا مثل RIAA، CBS.com، أو غيرها، أو أغلقت عن طريق هجمات الحرمان من الخدمات التي بدأت في 19 يناير. وادعى من سموا أنفسهم أعضاء مجموعة النشطاء المخترقين "hacktivist" أو أنونيموس المسؤولية، وقالوا ان الهجمات جاءت احتجاجا على كلا سوبا ووزارة العدل الأمريكية لاغلاق ميغا أبلود في ذلك اليوم نفسه.
واقترح المعارضون لمشروع القانون لحماية الإنترنت وتنفيذها رقمي قانون التجارة (أوبن) كبديل. في 20 يناير 2012، سحب النائب لامار سميث خطط المشروع، قائلا «لا زلنا ملتزمين بإيجاد حل لمشكلة القرصنة على الإنترنت التي تحمي الملكية الفكرية والابتكار الأميركي... لكن سيتم تأجيل النظر حتى يكون هناك اتفاق أوسع نطاقا على حل».

## نظرة عامة

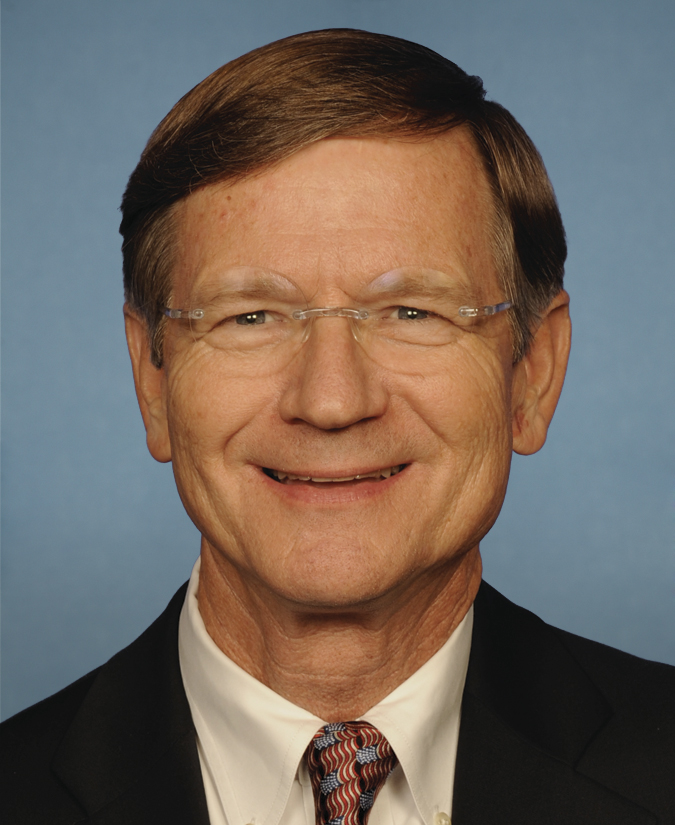
لامار سميث، النائب الجمهوري من تكساس، ومقدّم القانون

مشروع القانون رقم 3261 أو HR-3261 هو مقترح قانون تم تقديمه في مجلس النواب الأمريكي في 26 أكتوبر 2011 من قبل رئيس اللجنة القضائية في مجلس النواب لامار سميث (جمهوري من تكساس) ومجموعة من الحزبيين مكونة من 12 عضوا مشتركا ليشاركوه في تقديم المشروع.
```
قدم الوثيقة إلى اللجنة القضائية في مجلس النواب، وهي تعتمد على قانون PRO-IP المماثل من عام 2008 ومشروع قانون مجلس الشيوخ المقابل، قانون حماية الملكية الفكرية (PIPA).
[
4
]
```

يسمح مشروع القانون المقترح لوزارة العدل الأمريكية، فضلاً عن أصحاب حقوق النشر، باتخاذ إجراءات قضائية ضد المواقع خارج السلطة القضائية الأمريكية والمتهمة بتمكين أو تسهيل انتهاك حقوق النشر. يمكن أن يتضمن أمر المحكمة منع شبكات الإعلان عبر الإنترنت ومسهلي عمليات الدفع من التعامل مع مواقع الويب التي يتبين أنها تنتهك قوانين الملكية الفكرية الجنائية الفيدرالية، ومنع محركات البحث من ربط نتائجها مع هذه المواقع، وتطلب من مزودي خدمات الإنترنت منع الوصول إلى هذه المواقع.

يحدد مشروع القانون عملية من خطوتين لحاملي حقوق الملكية الفكرية للحصول على مساعدة إذا تضرروا من موقع ينتهك حقوقهم. يجب على صاحب الحقوق أولا أن يخطر كتابةً مسهلي عمليات الدفع وشبكات الإعلانات المرتبطة بالموقع، والتي بدورها يجب أن ترسل هذا الإشعار إلى ذلك الموقع المحدد وتعلّق خدماتها معه، إلا إذا قدم هذا الموقع إشعارا مضادا يشرح فيه أنه لا ينتهك القانون. يمكن لصاحب الحقوق بعد ذلك رفع دعوى قضائية للحصول على تعويض زجري محدود ضد مشغل الموقع، إذا تم تقديم مثل هذا الإشعار المضاد، أو إذا لم يقلم مسهلو الدفع أو شبكات الإعلان في تعليق الخدمة في حالة عدم وجود إشعار مضاد.
يغطي القسم الثاني العقوبات المفروضة على عرض الفيديو وبيع الأدوية أو المواد العسكرية أو السلع الاستهلاكية المقلدة. يزيد مشروع القانون العقوبات وينص على توسيع نطاق حقوق الطبع والنشر ليشمل البث غير المصرح للمحتوى المحمي وغيره من جرائم الملكية الفكرية. من شأن مشروع القانون أن يجرّم البث غير المصرح المحمي بحقوق النشر إذا زعم عن قصد عدم تمثيل نشاط الموقع، مع فرض عقوبة قصوى بالسجن لمدة خمس سنوات على عشرة من هذه الانتهاكات. يمكن أن تؤدي الانتهاكات إلى إغلاق الموقع. في يوليو 2013، أصدرت فرقة العمل المعنية بسياسة الإنترنت التابعة لوزارة التجارة الأمريكية تقريراً يؤيد «تطبيق نفس مجموعة العقوبات المفروضة على العرض غير المصرّح للأعمال المحمية للجمهور كما هو موجود الآن مع عمليات النسخ والتوزيع غير القانونية».
يمنح هذا القانون الحصانة من المسؤولية تجاه شركات الإعلان والدفع التي تتجاوب مع هذا القانون أو التي تتخذ إجراءات طوعية لقطع الروابط مع هذه المواقع. أي صاحب حق نشر يكذب عن عمد بأن موقعا تورط في انتهاك الحقوق سيكون مسؤولاً عن التعويضات.
تشمل قائمة المؤيدين جمعية الفيلم الأمريكي وصانعي الأدوية وشركات الإعلام وغرفة التجارة الأمريكية. حيث يقولون أنها تحمي سوق الملكية الفكرية وما يقابلها من صناعة ووظائف وإيرادات، وهي ضرورية لتعزيز إنفاذ قوانين حق التأليف، وخاصة ضد المواقع الأجنبية.
```
ويستشهدون بأمثلة مثل تسوية شركة غوغل بمبلغ 500 مليون دولار مع وزارة العدل لدورها في مخطط يستهدف المستهلكين الأمريكيين بإعلانات لاستيراد عقاقير طبية من الصيدليات الكندية بشكل غير قانوني.
[
9
]
```

يقول المعارضون أنه ينتهك التعديل الأول،  ويمثل رقابة على الإنترنت، 
```
وأنه سيشلّ الإنترنت، 
[
12
]

وسيهدد عملية كشف الفساد وغيرها من أعمال حرية التعبير.
[
10
]
```

في أكتوبر 2011، أخبر النائب المشارك في رعاية المشروع بوب غودلات (جمهوري من فرجينيا)، جريدة ذا هيل أن قانون سوبا هو إعادة كتابة لمشروع بيبا وهو يتناول بعض مخاوف صناعة التكنولوجيا، إذ لن يقوم أصحاب حقوق النشر من مقاضاة الوسطاء مباشرة مثل محركات البحث لمنع المواقع المخالفة، وبدلاً من ذلك يحتاجون إلى موافقة المحكمة قبل اتخاذ إجراء ضد أطراف ثالثة.
في 12 ديسمبر 2011، تم تقديم نسخة منقحة من القانون. تحت عنوان «تعديل المدير»، احتوى على عدد من التغييرات ردا على نقد الوثيقة الأصلية. تم تضييق تعريف المواقع التي قد تخضع للقانون: حيث حد التعديل إنفاذ القرار على التي تم تصميمها أو تشغيلها بهدف تعزيز انتهاك حقوق النشر، وهي تنطبق الآن فقط على المواقع غير الأمريكية.

## الأهداف من القانون

### حماية الملكية الفكرية للمحتوى الإبداعي
وفقا لعضو مجلس النواب غودلات، "الملكية الفكرية هي واحدة من الوظائف الرئيسية للمبدعين في أميركا بالإضافة إلى المزايا التنافسية في السوق العالمية، ومع ذلك اضطر المخترعون والمؤلفون ورجال الأعمال الأمريكيين للوقوف ومشاهدة أعمالهم تُسرق من قبل قراصنة أجانب خارج نطاق القوانين الحالية للولايات المتحدة الأمريكية.

### الحماية ضد الأدوية المزورة
صرح المتحدث باسم شركة فايزر للأدوية، جون كلارك، بأن المرضى لم يعد بإمكانهم التعرف على المواقع المزورة التي تبيع أدوية إما ذات علامة تجارية مقلدة أو مزورة ببساطة.

## مقاطعة ويكيبيديا
قامت ويكيبيديا بحجب موقعها بتاريخ 18-19 يناير 2012 لمدة 24 ساعة احتجاجا على قانوني «سوبا» و«بيبا»، ونشرت عبارة «تخيل عالما من دون معرفة حرة» مكان المقالات في ذلك اليوم، يذكر أن حوالي 160 مليون متصفح شاهد رسالة الحجب تلك.

## الشركات الداعمة والرافضة للقانون

### ضد القرار

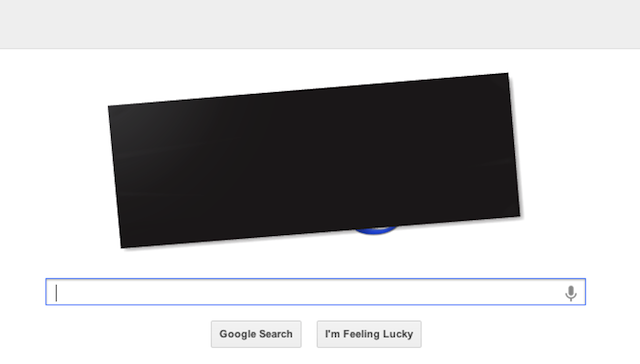
جوجل يوم 18-1-2012 اعتراض على هذا القانون

حملة جوجل ضد قانون وقف القرصنة على الشبكة. وقد كتبت جوجل في صفحتها العالمية (www.google.com) «أخبر الكونغرس: الرجاء عدم فرض رقابة على الويب!».

لوحة على الصفحة الرئيسية لويكيبيديا العربية تُظهر معارضة النسخة العربية من موسوعة ويكيبيديا لقانون وقف القرصنة على الإنترنت. وقد كُتب بخط كبير: "حرية الإنترنت في خطر".

يقول المعارضون لقانون سوبا أنه خطير لأنه قد يؤدي إلى فرض رقابة غير مسبوقة على المحتوى الإلكتروني كما ويفرض خطر محتمل على كامل البنية التحتية لشبكة الانترنت العالمية موسوعة ويكبيديا عارضت قانون السوبا بشدة حيث قامت بحجب موقعها لمدة 24 ساعة كما حجب محرك البحث جوجل ايقونة الموقع لنفس المدة احتجاجا منهم على مقترح مكافحة القرصنة السوبا. كما عارضت النسخة العربية من موسوعة ويكيبيديا القانون، وقد كُتب بخط كبير: «حرية الشبكة في خطر». ومن الشركات الأخرى المعارضة:
- يوتيوب
- ياهوو
- هالو (هالو دوت كوم)
- فيس بوك
- جوجل
- تويتر
- موزيلا
- ويكيبيديا
- إي باي
- باي بال
- ديسكاس
- اي أو ال
- فورسكوير
- GrooveShark
- كيك ستارتر
- ريديت
- مربع
- هافينغتون بوست
- كريجزليست
- لينكد إن
- أوبن دي إن إس
- تمبلر
- زينغا
- موجانج

### مع هذا القرار لكنهم انسحبوا
- قطاع البرمجيات المتحالف (ابل، مايكروسوفت، انظمة ادوبي، انتل والمزيد..)
- إلكترونيك آرتس
- سوني
- نينتندو
- قو دادي

### الداعمون لهذا القانون
مؤيدو قانون سوبا يقولون ان القانون مطلوب وضروري لتعزيز مكافحة القرصنة على شبكة الانترنت، وحماية أصحاب حقوق الملكية الفكرية وغيرها من السرقة
- أي بي سي
- BMI
- CBS
- Comcast/NBCUniversal
- Disney Publishing Worldwide, Inc.
- EMI Music Publishing
- Entertainment Software Association
- ESPN
- Major League Baseball
- Marvel Entertainment, LLC
- MasterCard Worldwide
- Motion Picture Association of America
- National Cable & Telecommunications Association
- National Football League
- News Corporation
- Random House
- Scholastic, Inc.
- Sony/ATV Music Publishing
- Sony Music Entertainment
- Time Warner
- Universal Music
- Universal Music Publishing Group
- Viacom
- شركة فيزا.
- Warner Music Group